# John Sparkman

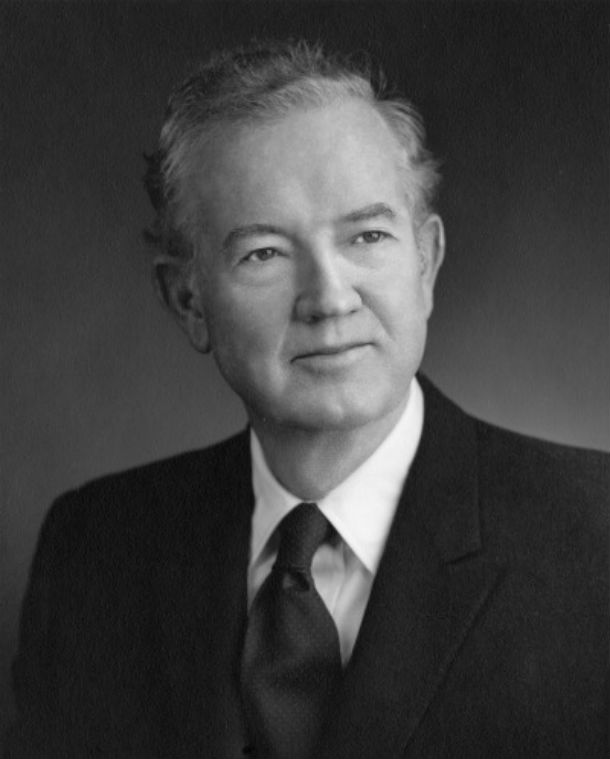
John Sparkman

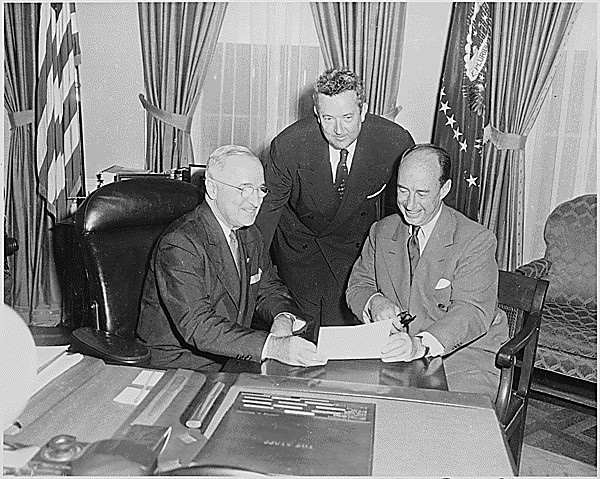
John Jackson Sparkman (Mitte) mit Harry S. Truman (links) und Adlai Stevenson (rechts)

John Jackson Sparkman (* 20. Dezember 1899 nahe Hartselle, Morgan County, Alabama; † 16. November 1985 in Huntsville, Alabama) war ein konservativer US-amerikanischer Politiker aus Alabama, Abgeordneter im US-Repräsentantenhaus und Mitglied des US-Senats. Außerdem war er Vizepräsidentschaftskandidat der demokratischen Partei bei der Präsidentschaftswahl von 1952.

## Leben
John Jackson Sparkman wurde am 20. Dezember 1899 auf einer Farm nahe Hartselle, Alabama geboren. Er besuchte die Landschule und half seiner Familie auf der Farm. Während des Ersten Weltkrieges war er in den Students Army Training Corps. Nach dem Krieg graduierte er 1921 an der University of Alabama in Tuscaloosa und 1923 an deren Rechtsfakultät. Dort gründete er 1924 die Pi Kappa Alpha Fraternity. Seine Zulassung als Anwalt bekam er 1925 und eröffnete dann eine Kanzlei in Huntsville, Alabama. Danach war er zwischen 1925 und 1928 Lehrer am Huntsville College. Er war ein Freimaurer und war ein lebenslanges Mitglied von Helion Lodge #1 in Huntsville. Zudem war er auch ein Mitglied von Huntsville Scottish Rite und wurde als Knight Commander des Court of Honor (KCCH) ausgezeichnet.

## Politik
Sparkman wurde als Demokrat in den 75. und die fünf nachfolgenden Kongresse gewählt. Seine Amtszeit währte vom 3. Januar 1937 bis zu seinem Rücktritt am 5. November 1946. Des Weiteren war er 1946 Majority Whip des US-Repräsentantenhauses. Er wurde am 5. November 1946 in den 80. Kongress gewählt und gleichzeitig in einer außerordentlichen Wahl in den US-Senat, um die freie Stelle zu füllen, die durch den Tod von Senator John H. Bankhead II entstand, dessen Amtszeit regulär am 3. Januar 1949 geendet hätte. Aufgrund dieser Wahl trat er als Abgeordneter des Repräsentantenhauses zurück. Seine Amtszeit im Senat begann somit am 6. November 1946 und endete am 3. Januar 1979. Er entschloss sich 1978, nicht mehr als Kandidat für den Senat anzutreten. Senator Sparkman war 1950 Vertreter der Vereinigten Staaten in der fünften Hauptversammlung der Vereinten Nationen. Bei der Präsidentschaftswahl von 1952 trat Sparkman als Kandidat für die Vizepräsidentschaft an. Außerdem war er 1956 einer von 19 Südstaatensenatoren, die das Southern Manifesto unterzeichneten, ein Dokument gegen die Rassenintegration an öffentlichen Einrichtungen.
Sparkman war Vorsitzender des Sonderausschusses für mittelständischen Unternehmen (81., 82., 84. bis 90. Kongress), Co-Vorsitzender des gemeinsamen Ausschusses für Einführungsmaßnahmen (86. Kongress), Vorsitzender des Ausschusses des Bank- und Geldumlaufs (90. und 91. Kongress), Co-Vorsitzender des gemeinsamen Ausschusses für Verteidigungserzeugnisse (91. und 93. Kongress), sowie des Ausschusses für Bankwesen, Wohnungswesen und Stadtentwicklung (92. und 93. Kongress) und ein Mitglied des Ausschusses für Auslandsbeziehungen (94. und 95. Kongress).
Der Sparkman Act von 1943, der es Ärztinnen erlaubte, Offizier im aktiven Dienst zu werden, wurde nach ihm benannt. Sparkman verstarb am 16. November 1985 in Huntsville, Alabama.